# 天津国际邮轮母港

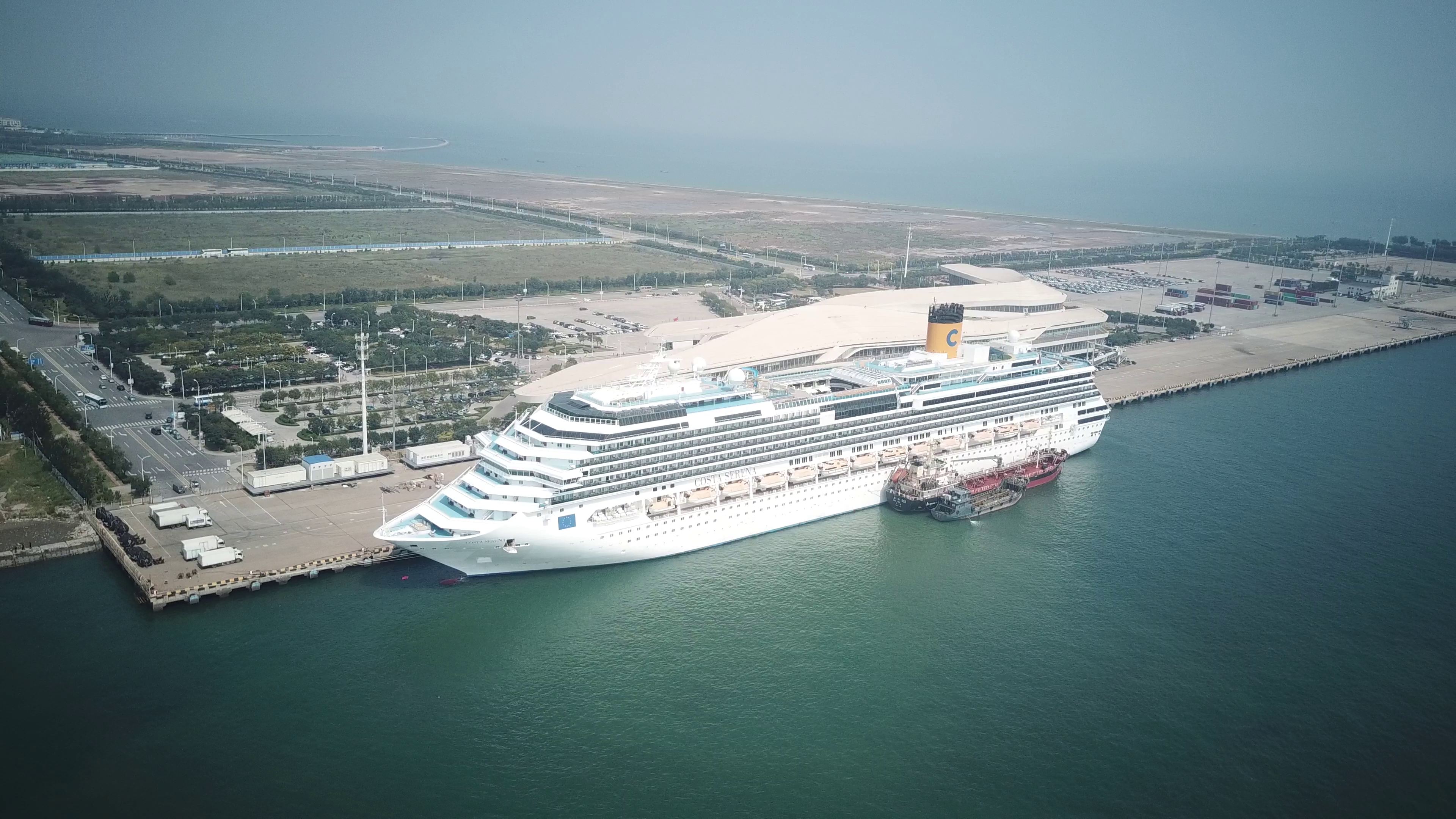
客运邮轮停靠在天津国际邮轮母港

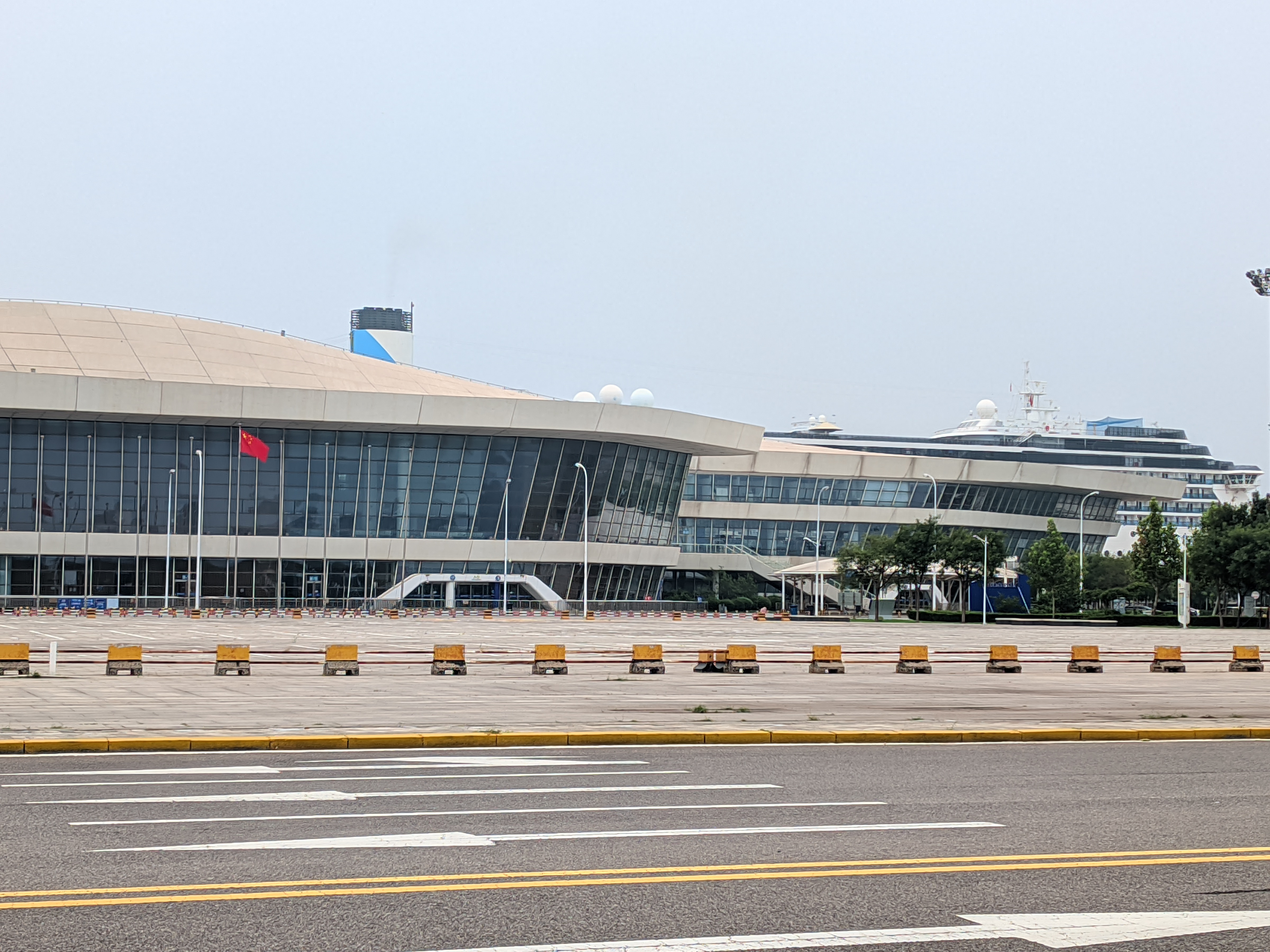
天津国际邮轮母港大楼

天津国际邮轮母港于2010年6月26日正式啟用，為中国北方第一个及亞洲较大規模的邮轮母港，能够接待目前世界上最大的豪华邮轮。

## 位置
天津国际邮轮母港位于天津港东疆港区的南端，毗邻东疆保税港区和东疆港海滩，总体规划面积120公顷，建造在天津填海造陆工程的基础上，规划岸线长度1600米，布置6个邮轮及相关功能泊位。

## 客运大厦
天津国际邮轮母港客运大厦为“海上丝绸”的造型，国际邮轮母港登船桥由空客A380机位登机桥改造而成。

## 邮轮
目前，有意大利歌诗达邮轮公司旗下的“歌诗达浪漫号”“歌诗达幸运号”和皇家加勒比国际游轮公司旗下的海洋神话号邮轮将分别以天津国际邮轮母港作为停靠母港。